# SS전국지도자 전속참모진
SS전국지도자 전속참모진 본부(독일어: Hauptamt Persönlicher Stab Reichsführer-SS)는 1933년 하인리히 히믈러가 SS전국지도자의 여러 활동 및 프로젝트를 보좌하는 개인부서로서 설치한 친위대 본부 중 하나이다.